# Стрельба на летних Олимпийских играх 1960
Соревнования по стрельбе на летних Олимпийских играх 1960 года проходили с 3 по 10 сентября.
313 мужчин из 59 стран разыграли 6 комплектов наград:
- Произвольный пистолет на 50 м,
- Скорострельный пистолет на 25 м,
- Малокалиберная винтовка из положения лёжа на 50 м,
- Малокалиберная винтовка из 3 положений на 50 м,
- Произвольная винтовка из 3 положений на 300 м,
- Олимпийский трап.

Стрелки соревновались в трёх разных местах: пулевая стрельба на короткие дистанции была проведена на стрельбище им. Умберто I недалеко от центра Рима, соревнования по трапу прошли на стрельбище «Лацио» недалеко от олимпийской деревни, а стрелки из винтовки на 300 метров соревновались в 32 км от Рима в Пехотной школе армии Италии.
По сравнению с предыдущей Олимпиадой в Мельбурне из программы была исключена 1 дисциплина — стрельба по подвижной мишени одиночными и двойными выстрелами.
Успешнее всего выступили советские стрелки, завоевавшие 7 наград: 2 золота, 2 серебра и 3 бронзы. Ни одной другой страны не удалось выиграть более 2 медалей.
Энрико Форселья, выиграв бронзу в стрельбе из малокалиберной винтовки на 50 м из положения лёжа, принёс Венесуэле вторую в истории олимпийскую награду во всех видах спорта.

## Медалисты
| Дисциплина                                        | Золото                                      | Серебро                         | Бронза                                         |
| ------------------------------------------------- | ------------------------------------------- | ------------------------------- | ---------------------------------------------- |
| Произвольная винтовка из 3 положений на 300 м     | Хуберт Хаммерер Австрия                     | Ханс Рудольф Шпильман Швейцария | Василий Борисов СССР                           |
| Малокалиберная винтовка из положения лёжа на 50 м | Петер Конке Объединённая германская команда | Джим Хилл США                   | Энрико Форселья Венесуэла                      |
| Малокалиберная винтовка из 3 положений на 50 м    | Виктор Шамбуркин СССР                       | Марат Ниязов СССР               | Клаус Церингер Объединённая германская команда |
| Произвольный пистолет на 50 м                     | Алексей Гущин СССР                          | Махмуд Умаров СССР              | Ёсихиса Ёсикава Япония                         |
| Скорострельный пистолет на 25 м                   | Уильям Макмиллан США                        | Пентти Линносвуо Финляндия      | Александр Забелин СССР                         |
| Трап                                              | Йон Думитреску Румыния                      | Галлиано Россини Италия         | Сергей Калинин СССР                            |